# 香港網上學府
香港網上學府（HKCyberU），是香港首家被公認的網上學府，由香港理工大學及電訊盈科有限公司於2000年創立，並於2003年開始由理大全資擁有，附屬於理大。香港網上學府同時透過網上教學及面授教導學生，與多所國際學府合作，提供深造課程，頒授理大或境外學術資格及學位。
香港網上學府已於二零一二年一月一日停止服務。